# Бетмен против Супермена: Зора праведника
Бетмен против Супермена: Зора праведника (енгл. Batman v Superman: Dawn of Justice) је амерички научнофантастични суперхеројски филм из 2016. године о суперхеројима Бетмену и Супермену, наставак je филма Човек од челика из 2013. године. Режију потписује Зак Снајдер, док су сценарио написали Крис Терио и Дејвид С. Гојер по стрипу Ди-Си комикса. Продуценти филма су Чарлс Ровен и Дебора Снајдер. Музику су компоновали Ханс Цимер и Џанки Икс-Ел. Ово је други наставак у серији филмова из Ди-Сијевог проширеног универзума. Насловне улоге тумаче Бен Афлек као Бетмен и Хенри Кавил као Супермен, док су у осталим улогама Гал Гадот, Ејми Адамс, Џеси Ајзенберг, Дајана Лејн, Лоренс Фишберн, Џереми Ајронс и Холи Хантер.
Филм је најављен на Сан Дијего Комик Кону 2013, након изласка филма Човек од челика. Снајдер је изјавио да ће филм бити инспирисан серијалом стрипова о Бетмену, Повратак мрачног витеза, који је креирао Френк Милер, али је разјаснио да ће пратити оригиналну премису. Приказ Бетмена у филму је промењен у односу на претходно појављивање овог лика у серијалу Кристофера Нолана, пошто је овде извршен рибут овог лика. Филм је такође инспирисан наративним елементима стрипа Суперменова смрт. Пре-продукција је почела у Лос Анђелесу у октобру 2013, док је снимање започело у мају 2014. у Детроиту. Додатно снимање се одиграло у Илиноису и Новом Мексику, завршно са децембром.
Светска премијера филма је одржана 19. марта 2016. у Мексико Ситију, док је у америчке биоскопе је пуштен 25. марта исте године. Након веома успешног премијерног викенда који је поставио нове рекорде у заради, филм је доживео историјски пад у заради током друге недеље приказивања и до краја приказивања се није опоравио. Иако је остварио профит, сматра се финансијским разочарањем и добио је углавном негативне критике од стране критичара, који су критиковали тон филма, сценарио и филмски темпо, док су неки похвалили визуелне ефекте и глуму. Проширено издање филма, названо „Ултимативно издање”, које укључује 31 минут додатних сцена, реализовано је дигиталним путем 28. јуна 2016. године. Наставак, Лига правде, премијерно је приказан 2017. године.

## Радња
Осамнаест месеци након битке између Супермена и генерала Зода у Метропилосу, Супермен је постао контроверзна личност. Милијардер Брус Вејн (Бен Афлек) који већ две деценије брани Готам сити, у Супермену види потенцијалну претњу човечанству. С друге стране, након што сазна на који то начин Бетмен проводи правду, Кларк Кент (Хенри Кавил) одлучује да разоткрије његов идентитет кроз низ чланака у Дејли Планету. Вејн открива да се руски трговац оружјем Анатоли Књажев налази у контакту са могулом Лексом Лутором (Џеси Ајзенберг), челним човјеком корпорације LexCorp. У међувремену, Лутор неуспешно покушава уверити сенаторку Џун Финч (Холи Хантер) да му допусти у земљу увести криптонит којег је пронашао у Индијском океану како би задржао под кринком одбране потенцијалних будућих напада са планете Криптонит. У коначници, након што се договори са једним од Финчиних подређених, Лекс успева у свом науму и долази до Зодовог мртвог тела и свемирског брода са Криптона.

## Улоге
| Глумац           | Улога                         |
| ---------------- | ----------------------------- |
| Бен Афлек        | Брус Вејн / Бетмен            |
| Хенри Кавил      | Кларк Кент / Супермен         |
| Гал Гадот        | Дајана Принс / Чудесна жена   |
| Ејми Адамс       | Лоис Лејн                     |
| Лоренс Фишберн   | Пери Вајт                     |
| Дајана Лејн      | Марта Кент                    |
| Џеси Ајзенберг   | Лекс Лутор                    |
| Џереми Ајронс    | Алфред Пениворт               |
| Холи Хантер      | сенаторка Џун Финч            |
| Тао Окамото      | Мерси Грејвс                  |
| Скут Макнери     | Џими Олсен                    |
| Џефри Дин Морган | Томас Вејн                    |
| Лорен Коен       | Марта Вејн                    |
| Џејсон Момоа     | Артур Кари / Аквамен (камео)  |
| Езра Милер       | Бари Ален / Флеш (камео)      |
| Реј Фишер        | Виктор Стоун / Киборг (камео) |